# Sint-Agneskerk (Keulen)
De Sint-Agneskerk is een rooms-katholieke parochiekerk is een van de grootste kerken in de Duitse stad Keulen. Ze is gelegen aan de Neusser Straße in de naar de kerk vernoemde Agneswijk.

## Geschiedenis
Na de sloop van de middeleeuwse stadsmuren van Keulen in 1880 trad de stad buiten de historische grenzen en vond er een forse stadsuitbreiding plaats met de aanleg van Neustadt.
Het initiatief tot de bouw van de Agneskerk werd genomen door Peter Joseph Roeckerath (1837–1905), die was gehuwd met een boerendochter die grote stukken land in de buurt van de stad bezat. Met de verkoop hiervan ten behoeve van de stadsuitbreiding wist de familie grote rijkdom te vergaren. De bouw van de kerk zou als grafkerk dienen voor zijn in 1890 gestorven vrouw die naar de heilige Agnes was vernoemd.
Met de bouw van de kerk werd in 1896 begonnen. De kerk werd in 1901 voltooid en op 21 januari 1902 ingezegend. De wijding door de Keulse bisschop vond pas plaats in 1913, toen ook de aanbouw van een sacristie gereed kwam. In 1924 kwam de verbouw van de crypte tot een herdenkingskapel van oorlogsslachtoffers gereed. In een van de zijkapellen werd de stichter van de kerk begraven, die in 1905 overleed.

## Verwoesting en herbouw
De Tweede Wereldoorlog bezorgde de Sint-Agnes aanzienlijke schade. In 1943 werd de kerk voor het eerst door de explosie van een bom getroffen. Later ging het dak in vlammen op en in september 1943 stortten de gewelven van het kerkschip als gevolg van bombardementen in. Na de oorlog hielden ook de koorgewelven het niet meer. Met het neerstortende puin werd het nog behouden hoogaltaar vernietigd. In juli 1945 werd de eerste Keulse noodkerk in het oostelijke dwarsschip ingewijd. In januari 1950 kreeg de kerk een op stalen balken gedragen betondak. Enkele maanden later werd de hele kerkruimte weer in gebruik genomen. In 1958 werd de kerk weer voorzien van een dak en ten slotte werden in 1967 ook de werkzaamheden aan de gevel afgerond.
Op 18 juni 1980 brak er bij gebrekkig uitgevoerd werk brand uit, waarbij het voor de wederopbouwtijd karakteristieke kerkdak van houtpanelen verwoest werd. Na lange discussies werd er uiteindelijk gekozen voor een reconstructie van de oorspronkelijke, vooroorlogse gewelven.

## Architectuur
De kerk is in neogotische stijl opgetrokken. Na de voltooiing van de Keulse Dom was de neogotiek met name in Keulen een zeer populaire bouwstijl geworden. Het ontwerp was afkomstig van de architecten Carl Rüdell en Richard Odenthal. Model voor het grondplan stond de Elisabethkerk in Marburg. Het gebouw werd in baksteen opgetrokken en met zand- en tufsteen bedekt. Pijlers, bogen, portalen en maaswerk van de vensters werden in rode zandsteen uitgevoerd. De kerk is 80 meter lang, 40 meter breed en heeft een grondoppervlak van 2.155 m². De toren heeft een hoogte van 61 meter.